# 神府东胜煤田
神府东胜煤田，由陕西省榆林市的神府煤田和内蒙古自治区鄂尔多斯市的东胜煤田组成，是中国最大煤田。
神府煤田於1984年發現。面積約2.6万平方公里，其煤炭儲量目前估計達1349.4亿吨，佔中國已發現煤田的約15%。